# 仲町 (さいたま市大宮区)
仲町（なかちょう）は、埼玉県さいたま市大宮区の町名。現行行政地名は仲町一丁目から仲町三丁目。住居表示未実施地区。郵便番号は330-0845。

## 地理
さいたま市大宮区の中央部で、大宮駅の東部に位置している。歓楽街の大宮南銀座通りに面した町である。風俗街は以前西川口駅周辺に多かったが、取り締まりが強化されるにつれ大宮へ移動し、大宮南銀座にもラブホテルが増加した。さいたま市大宮区の中でも特に治安が悪く、取り締まりが強化されている。町名の由来は大宮宿新宿中町から。かつて町名整理前には東側（東町方面）に「東仲町」が存在した。バス停に「東仲町」の名が残る。歓楽街から離れた二丁目・三丁目は埼玉県道164号鴻巣桶川さいたま線（旧中山道）周辺を中心に主に銀行や企業の事務所などの商業地である。

### 隣接する町名
- 大門町
- 東町
- 浅間町
- 下町
- 錦町

## 歴史
かつては大字大宮の一部であった。
- 1932年（昭和7年）8月31日 - 仲町3-92に当たる場所に「大宮幼稚園」が開園する[6]。
- 1940年（昭和15年）11月3日 - 大宮町・三橋村・日進村・宮原村・大砂土村が合併し、大宮市が発足[7]。
- 1947年（昭和22年）9月1日 - 仲町3-30-2に当たる場所に「中部公民館」（現・大宮中部公民館）が開設される[8]。
- 1955年（昭和30年）7月1日 - 町名地番変更により、大字大宮の一部から仲町一丁目 - 三丁目が成立[9][5]。
- 1977年（昭和53年） - 地内に立地する「中部公民館」（現・大宮中部公民館）が改築される[10]。
- 1996年（平成8年）4月 - 地内に埼玉福祉専門学校（現・埼玉福祉保育医療製菓調理専門学校）が開校する[11]。
- 2001年（平成13年）5月1日 - 浦和市・大宮市・与野市が合併し、さいたま市が発足。さいたま市の町名となる。旧浦和市仲町との区別のため町名が「大宮仲町」に変更される[12]。
- 2003年（平成15年）4月1日 - さいたま市が政令指定都市に移行し、同市大宮区の町名となる。町名が「仲町」変更される[12]。
- 2010年（平成22年）4月 - 地内に埼玉ベルエポック製菓専門学校（現・埼玉福祉保育医療製菓調理専門学校）が開校する。
- 2018年（平成30年）4月 - 仲町1丁目、2丁目が暴力団排除特別強化地域に設定。暴力団員との間で みかじめ料のやり取りが禁止された[13]。

## 世帯数と人口
2017年（平成29年）9月1日現在の世帯数と人口は以下の通りである。
| 丁目       | 世帯数  | 人口  |
| ---------- | ------- | ----- |
| 仲町一丁目 | 27世帯  | 49人  |
| 仲町二丁目 | 42世帯  | 71人  |
| 仲町三丁目 | 289世帯 | 465人 |
| 計         | 358世帯 | 585人 |

## 小・中学校の学区
市立小・中学校に通う場合、学区（校区）は以下の通りとなる。
| 丁目       | 番地 | 小学校                 | 中学校                   |
| ---------- | ---- | ---------------------- | ------------------------ |
| 仲町一丁目 | 全域 | さいたま市立大宮小学校 | さいたま市立大宮東中学校 |
| 仲町二丁目 | 全域 | さいたま市立大宮小学校 | さいたま市立大宮東中学校 |
| 仲町三丁目 | 全域 | さいたま市立大宮小学校 | さいたま市立大宮東中学校 |

## 交通

### 鉄道
町内には鉄道は敷設されていないが、大宮駅が最寄駅である。

### 道路
- 埼玉県道164号鴻巣桶川さいたま線（旧中山道）
- 氷川参道[5]
- なかまち通[15]

## 施設
町域が大宮駅前であるため旧中山道沿いを中心に数多くの商業施設が立地する。過去には地内に大宮東宝会館が立地していた（2004年9月30日に閉館）。
- 大宮南銀座（歓楽街）
- 埼玉福祉保育医療製菓調理専門学校
- さいたま市立大宮中部公民館
- 三菱UFJ銀行大宮支店／大宮駅前支店
- 常陽銀行さいたま支店
- 埼玉縣信用金庫大宮支店
- 倉屋敷稲荷神社